# Anaciaeschna martini
Anaciaeschna martini е вид водно конче от семейство Aeshnidae. Видът е незастрашен от изчезване.

## Разпространение
Разпространен е във Виетнам, Китай (Гуандун и Гуейджоу), Провинции в КНР, Тайван, Тайланд, Южна Корея и Япония.